# HIP 70849
HIP 70849は、おおかみ座の方角に約78光年の位置にある10等級のK型主系列星である。2009年、ドップラー分光法による観測で、木星型惑星の太陽系外惑星が周囲を公転しているのが発見されたが、観測結果に大きな不確実性があり、質量によっては褐色矮星（13木星質量以上）に分類される可能性もある。
2014年には、6.29秒角離れた位置を公転するスペクトル型T4.5型の褐色矮星も発見されている。
| 名称 （恒星に近い順） | 質量       | 軌道長半径 （天文単位） | 公転周期 (年) | 軌道離心率  | 軌道傾斜角 | 半径 |
| --------------------- | ---------- | ----------------------- | ------------- | ----------- | ---------- | ---- |
| b                     | >3 - 15 MJ | 4.5 - 36                | 5 - 90        | 0.47 - 0.96 | —          | —    |